# Euphorbia bariensis
Euphorbia bariensis ist eine Pflanzenart aus der Gattung Wolfsmilch (Euphorbia) in der Familie der Wolfsmilchgewächse (Euphorbiaceae).

## Beschreibung
Die sukkulente Euphorbia bariensis bildet dicht verzweigte Sträucher bis in eine Wuchshöhe von 90 Zentimeter aus. Die Triebe sind mit einer dicken Wachsschicht überzogen und an den Spitzen junger Triebe befinden sich Flaumhaare. Die sukkulenten und eiförmigen Blätter werden 3 Millimeter lang und 1,5 Millimeter breit. Sie sind sitzend, ebenfalls mit Flaumhaaren besetzt und kurzlebig. Die Nebenblätter sind drüsig.
Der Blütenstand besteht aus drei bis fünf, in Büscheln an den Triebspitzen stehenden Cymen. Diese sind nahezu sitzend und mit Flaumhaaren besetzt. Die Cyathien werden 2 Millimeter groß und die fünf einzeln stehenden Nektardrüsen sind rot gefärbt. Die kugelförmige Frucht wird etwa 5 Millimeter groß und steht an einem 2 Millimeter langen Stiel. Der eiförmige Samen besitzt ein Anhängsel und wird 2,8 Millimeter lang und 1,8 Millimeter breit. Er hat eine glatte Oberfläche.

## Verbreitung und Systematik
Euphorbia bariensis ist im Nordosten von Somalia auf Abhängen mit Kalkgestein und flachem Strauchwerk in Höhenlagen von 110 bis 1340 Metern verbreitet.
Die Erstbeschreibung der Art erfolgte 1992 durch Susan Carter Holmes.